# Hedysarum magnificum
Hedysarum magnificum är en ärtväxtart som beskrevs av S.N. Kudrjaschev. Hedysarum magnificum ingår i släktet buskväpplingar, och familjen ärtväxter. Inga underarter finns listade i Catalogue of Life.